# Colindres
Colindres es un municipio ubicado en la parte oriental de Cantabria (España). Se encuentra en un importante cruce de caminos entre Santander, Bilbao y Burgos gracias a que por él pasan la autovía del Cantábrico, que une Santander y Bilbao, la carretera N-629 que enlaza Burgos con Colindres, y también la carretera N-634, que discurre por toda la costa cantábrica.
Colindres está formado por un único núcleo de población homónimo, sin embargo la población de Colindres se divide en dos zonas diferenciadas conocidas popularmente como Colindres de Arriba (casco antiguo) y Colindres de Abajo (parte moderna). Actualmente estas dos partes están separadas por la Autovía del Cantábrico, ya que su trazado discurre entre las dos.
Los datos más relevantes de la historia de Colindres pueden consultarse en el libro de Javier Ortiz Real (publicado con la colaboración de Baldomero Brígido Gaviola) que en el año 2000 fue editado por el Ayuntamiento de Colindres bajo el título: Historia de Colindres. Épocas Medieval y Moderna tal como se indica en la bibliografía de este artículo.

## Historia
No hay actualmente ningún estudio lingüístico o indicio histórico que pueda explicar la procedencia del nombre de Colindres.

Los primeros vestigios de Colindres se remontan al Neolítico con los dólmenes hallados en la zona. Más tarde, en el año 26 a. C., se asentaron los romanos presumiblemente en Angustina, desde donde se contempla el "Collado Lindo" (leyenda popular sobre la procedencia de la denominación de Colindres).[cita requerida]
El nombre aparece por primera vez escrito en la documentación altomedieval que se ha conservado en el Cartulario de Santa María del Puerto (Santoña), se conserva un documento de 805, referido al "concejo de hombres buenos" de la villa de Colindres, constatándose, pues, la génesis de la puebla medieval, probablemente al tiempo de la repoblación de los primeros reyes de la monarquía astur-leonesa y, en todo caso, a partir del año 1000, en que hay un impulso poblador en el territorio oriental de la región de Cantabria. En 1040 aparecen firmando como testigos en la carta de arras del Rey de Navarra, García III de Navarra a su esposa Estefanía los hermanos Vellacoz de Ayala, Lope Velascoz señor en Colindres y Galindo Velacoz señor en Mena. Se supone que eran de la casa condal que dio origen a las de los señores de Vizcaya y Álava, los Haro y los Ayala. Así que Colindres ya era entonces plaza fuerte y villa de asiento señorial.
Como los concejos circundantes, debió de formarse en torno a un pequeño monasterio, el de San Jorge y San Juan, del que se conservan noticias escritas del siglo XI, fecha en la que se donó al Monasterio de Santa María del Puerto (Santoña).[cita requerida]
Sobre las ruinas de este templo se construyó la iglesia de San Juan (siglo XVI), provista por el Abad de Nájera. La parroquia estaba situada en territorios de Laredo, por lo que los pleitos sobre jurisdicción eran continuos, acrecentados por su dependencia civil de Laredo desde que Alfonso VIII así lo dictara en el "Privilegio de Laredo" (1201).[cita requerida]
Esta situación cambió casi dos siglos más tarde: Enrique III "el doliente", tuvo que mantener una guerra con Portugal que le endeudó tanto que se vio obligado a ceder Colindres, Limpias y Valmaseda a su Camarero Mayor por 15 000 florines. Los habitantes de estos lugares pagaron la mitad de la deuda para no integrarse en su señorío, por lo que el rey les premió concediéndoles Carta Foral en Segovia el 16 de junio de 1399, pasando a tener derecho de exención de impuestos como los territorios vizcaínos, aunque Colindres nunca formó parte de las Juntas de Valmaseda o de Guernica ni pagó tributo alguno. Este "limbo fiscal" que se disfrutó fue la causa de un pleito que duró sesenta y un años y que culminó con la reforma administrativa de 1833. Trece años después Colindres empezó a pagar y dejó de tener tierras de pastos y posesión sobre todas sus tierras.[cita requerida]
En la vida del municipio también tuvieron gran importancia los astilleros de Falgote (1475) que pasaron a ser Reales el 10 de abril de 1618 mediante un acuerdo entre Felipe III y las Hermandad de las Cuatro Villas de Cantabria, hasta hace unas décadas aún había restos de los astilleros. La situación geográfica del lugar lo protegía de las incursiones de piratas y corsarios ingleses, franceses, holandeses, etc. 
No hubo tanta suerte en agosto de 1639 cuando, en plena guerra contra Francia, la armada capitaneada por el cardenal de Burdeos (asignado por el propio Cardenal Richelieu) desembarcó en Laredo y pasó luego a Colindres donde se dio muerte al sobrino del cardenal de Burdeos, aunque no se pudo evitar el fuego ni el saqueo hasta que el día 27 de dicho mes los franceses zarparon de madrugada. Ésta no fue la única contienda en la que participó Colindres, lo cierto es que debido a su situación geográfica, tomó parte en todas. Destaca su intervención en la toma de Laredo de febrero de 1814, durante la guerra de la Independencia contra las tropas napoleónicas, con el regimiento Monterrey, aportado junto con Laredo.[cita requerida]
Más tarde, en las guerras carlistas, su situación entre Santander y Bilbao también fue decisiva, así como también durante la guerra civil española ya que se habían construido bunquers al otro lado de la ría del Asón y el puente giratorio fue bombardeado por la aviación nacional. En Colindres se atrincheraron al menos dos batallones de gudaris en el campo bajo la iglesia de S. Juan (uno de ellos era el batallón cenetista llamado Sacco y Vancetti), que tras recibir órdenes de repliegue por parte del gobierno del Lehendakari José Antonio Aguirre tras acordar el pacto de Santoña con el ejército rebelde, se dirigieron precipitadamente hacia Santoña para embarcarse junto con el resto de batallones gudaris que debían proteger la comarca del Asón, tras lo cual fue tomada velozmente y sin ningún contratiempo por las tropas italianas que luchaban en esta parte del frente norte.[cita requerida]
De los mencionados astilleros de Falgote salió "la Pinta" y es muy probable que también la "Santa María (nao)". De aquí se llevaron al puerto de Palos, por lo que es bastante seguro que algún marinero colindrés acompañara a Cristóbal Colón en su llegada a América. A este respecto se tiene constancia de un tal Ruy García, pero aún sin corroborar. Y fue aquí donde se hizo también la "Capitana" (1868), capitana en la guerra de Sucesión y la nave más grande de la época con más de 1300 toneladas, 500 más que el mayor navío jamás visto hasta entonces. Para construirlo se invirtieron tantas materias primas que algunos municipios quedaron agotados. Esto, unido a los ataques franceses, obligó al traslado de los astilleros a Guarnizo. Colindres era, y es, un cruce de caminos no sólo entre tierra y mar, también es de paso obligado en el Camino de Santiago, razón por la que Carlos I en 1544 ordenó la construcción del hospital que se sostenía gracias al arrendamiento de 30 pies de naranjos. Esta entidad se acogía y curaba a los peregrinos que cruzaban por la "barca de Treto" o por el "Puente del Pelegrín", en Colindres de arriba.[cita requerida]
En Colindres la vida diaria se organizaba en torno al mayorazgo, un sistema por el cual se dejaba la casa y las tierras sin partición alguna al primogénito. Este debía dar cobijo a sus mayores, dote a sus hermanas y estudios o colocación (los segundos se dedicaban al sacerdocio, los terceros al ejército y los demás solían ir a las Indias). No podía vender los bienes familiares y podía ser destituido por "indignidad", es decir: robos, crímenes o cobardía. Los hijos ilegítimos no estaban mal vistos ya que eran muy comunes. Estos niños se criaban junto a sus hermanos "legítimos" o junto a sus padres clérigos forzosos, y heredaban Hidalguía, condición que les daba ciertos privilegios y la estima de la Corona, decepcionada por la Nobleza. Cada Mayorazgo tenía su zona de enterramiento dentro del templo, donde se colocaban en las celebraciones religiosas. A principios del siglo XIX se prohíbe esta costumbre por constituir un foco de enfermedades, ya que el suelo no estaba ni enlosado ni entarimado y se sentaban directamente sobre él.[cita requerida]
Entre estos mayorazgos destacan las luchas fratricidas entre los Agüero y los Velasco (los Giles y los Negretes). A tal extremo llegaron, que los Reyes Católicos prohibieron la asistencia a bodas, bautizos y demás celebraciones a parientes más lejanos que los de 3.er grado, y desmocharon las torres de sendas familias.
Quizá el mayorazgo que alcanzó más poder fue el de Alvarado, proveniente del valle de Aras, con el escudo grabado en el Palacio del Condestable o del Infantado. De esta familia desciende otro clan importante, el de los Castillo Alvarado. Los Hoyo, familia muy ilustre procedente de las montañas de Cantabria, poseyeron numerosas propiedades. El apellido se perdió en 1602 al cruzarse con los Valle Rozadilla de Bárcena de Cicero.[cita requerida]
Todas las familias tuvieron cargos e influencia en América como los Cachupines de Laredo, que llegaron a Colindres por enlace con la familia Hoyo. De esta casa se supone que proviene el apelativo peyorativo que se les daba a los españoles en las Indias: "gachupines".[cita requerida]
En esta época eran típicos los apellidos toponímicos, es decir, los que adoptaban el nombre del lugar de procedencia: Puerta (perdido en las ramas maternas), Mori, Serna, Rocillo y Gil de la Redonda. Estos últimos emparentaron con los Bolívar, de origen vasco y asentados en el barrio de Hedino.[cita requerida]
Por último, destaca el retiro a finales del siglo XVI de la "madama" flamenca Bárbara Blomberg, madre de Juan de Austria, bastardo del emperador Carlos I. En su juventud había sido una mujer libertina, por lo que al enviudar se trasladó a un convento castellano. A la muerte de su hijo Juan pidió venir a Colindres pues allí la vida le resultaba muy penosa. Aquí residió en la casa de Escobedo, ex–secretario de su difunto hijo, con su otro vástago Conrado de Píramo, su nuera la baronesa de San Martín y sus cuatro nietos, después se trasladó a la localidad de Ambrosero (localidad del municipio de Bárcena de Cicero), donde aún existe el barrio de "la Madama", hasta su muerte. Está enterrada en el monasterio de Montehano.[cita requerida]
En el archivo general de las Indias hay gran cantidad de salvoconductos y cartas de embarque (que eran obligatorios) de gentes de Colindres que partieron a las indias como funcionarios, comerciantes, soldados o criados, por lo que es posible que Colindres sufriera una reducción drástica de la población a pesar de que durante el funcionamiento de los astilleros de Falgote, hubo un incremento de la misma ya que vinieron a la villa obreros para los mismos, principalmente de Vizcaya y Guipúzcoa carpinteros, herreros, calafates, etc.).

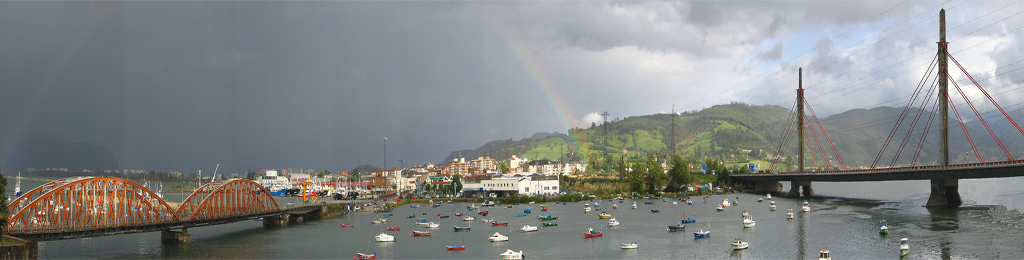
Vista general de Colindres en la actualidad, con los dos puentes a los laterales

## Geografía
Colindres está ubicado en la comarca de Costa Oriental de Cantabria, concretamente entre la desembocadura del río Asón y la costa. El municipio está a una distancia de 43 kilómetros de Santander. Dentro del término municipal de Colindres hay una parte de la Reserva Natural de las Marismas de Santoña, declaradas como tal en el año 1991. El término municipal está atravesado por la autovía del Cantábrico (A-8) y por las carreteras nacionales N-634, entre los pK 172 y 174, y N-629, que se dirige hacia Ampuero y Ramales de la Victoria. 
El relieve del municipio está definido por la ría de Limpias y su apertura en la ría de Treto y por una zona montañosa hacia el sureste que incluye la sierra de Colindres. La altitud oscila entre los 303 metros (Alto del Tejón), al sureste, y el nivel del mar en la ría de Treto.  
| Noroeste: Ría de Treto             | Norte: Laredo | Nordeste: Laredo |
| Oeste: Ría de Treto                |               | Este: Limpias    |
| Suroeste: Bárcena de Cicero y Voto | Sur: Voto     | Sureste: Limpias |

### Naturaleza

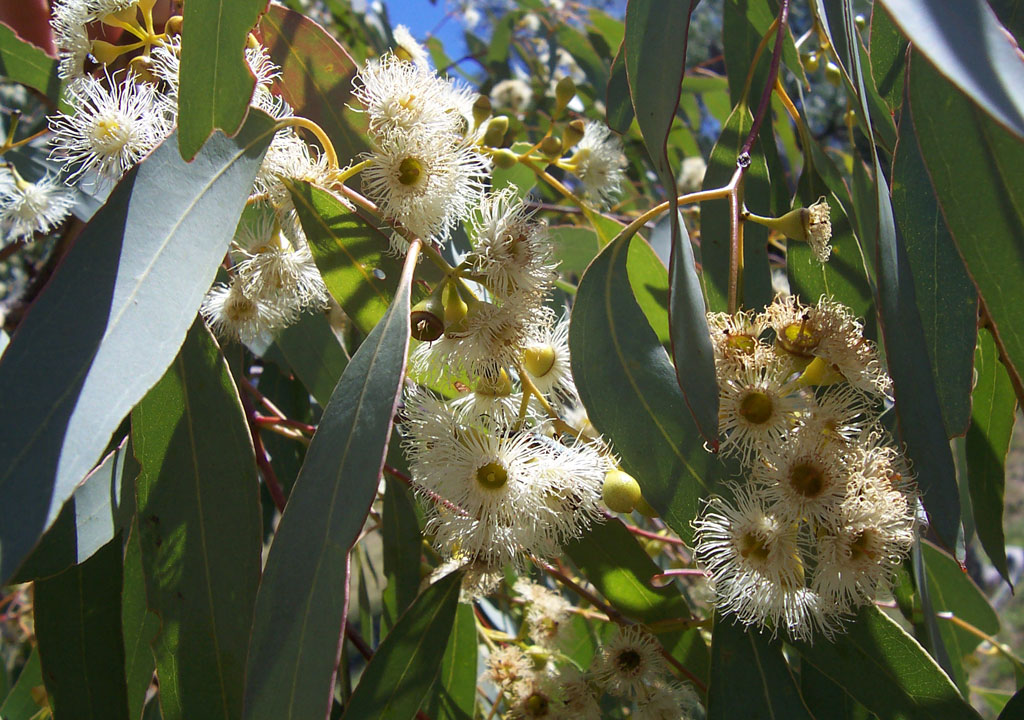
La mayoría de la pequeña parte boscosa de Colindres, está formada por eucaliptos, destinados a las empresas madereras

La diversidad paisajística de Colindres es muy amplia como consecuencia de su situación geográfica y su propia morfología. En la zona baja, se encuentran los sistemas de marismas y estuarios formados por la ría del Asón, con gran cantidad de especies vegetales y animales entre las que destacan las aves, ya que Colindres forma parte de la red europea de humedales Ramsar y sus marismas también son consideradas como Zona de Especial Protección de Aves (ZEPA).
Esta zona, formada por las marismas, se encuentran las praderías limítrofes a la ría, la playa del astillero, el puerto pesquero, el paseo marítimo o el parque del riego.
En su parte alta, sobre el barrio histórico, se encuentra el Monte de Colindres, con unas 20 ha de extensión, en las que se cultivan eucaliptos, aunque cada vez son más abundantes las zonas de repoblación con vegetación autóctona de robles, castaños, encinas, fresnos y arces, que se unen a antiguos cerezos, avellanos y arbustos que han permanecido en zonas casi inaccesibles. En esta zona alta se puede gozar de grandes vistas paisajísticas de Colindres y de la Reserva Natural, así como también de la bahía de Santoña, la playa de Laredo y los montes y valles interiores del Río Asón.

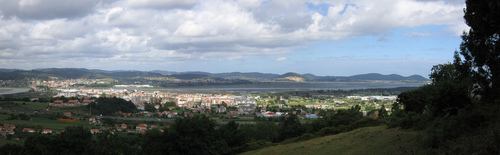
Vista panorámica de Colindres

## Símbolos

### Escudo
Parece ser que la Villa de Colindres no tiene ningún escudo reconocido en ningún tratado o registro de heráldica, según un estudio que encargó la corporación municipal y que en el año 1975 se decide crear un escudo teniendo en cuenta hechos históricos y características del pueblo.[cita requerida]
A pesar de ello, personas de avanzada edad aseguraban que hasta la guerra civil española, existía en el ayuntamiento un bastón de mando del alcalde, hecho en madera de ébano con empuñadura de plata y en esta empuñadura estaban talladas las armas de Colindres. Desde entonces hasta el día de hoy, el pueblo ha poseído tres escudos diferentes.[cita requerida]

### Bandera
La bandera de Colindres está compuesta de tres franjas horizontales de arriba abajo verde, amarilla y verde. Esta bandera fue escogida mediante votación por los niños en edad escolar (EGB) de los dos colegios de la villa en el año 1984. Recientemente se incorporó a la bandera el escudo de la villa.[cita requerida]

### Himno
El himno de Colindres hace una clara alusión al vínculo histórico que guarda el municipio con el mar Cantábrico. Este lazo sigue vigente en muchas tradiciones de Colindres. El himno alude a San Ginés, Patrono de la cofradía de pescadores de Colindres, cuya festividad es el 25 de agosto.
- Wikisource contiene una copia del Colindres.

## Economía

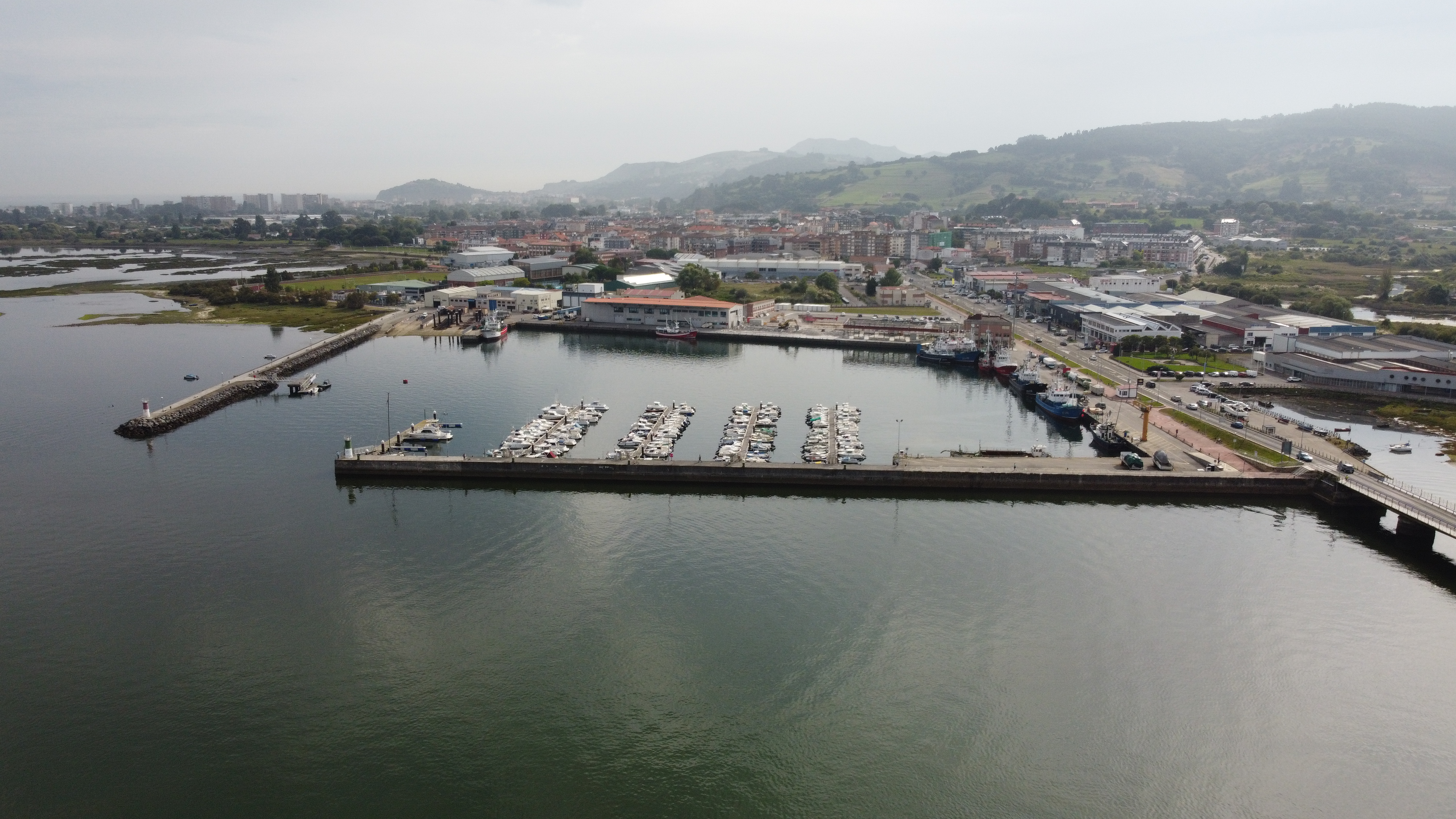
Puerto de Colindres

Su sector económico más importante es la pesca. Es el tercer puerto pesquero más importante de Cantabria (de los ocho que hay). La conserva que se produce principalmente en Colindres es la anchoa o bocarte en salazón o aceite. Las costeras o temporadas merluza, besugo, rape y mero en invierno, bocarte y verdel en primavera y bonito en verano. Haciendo parada generalmente en otoño.[cita requerida]
A pesar de ser su sector principal, está en claro retroceso debido a la sobreexplotación de los caladeros donde faena la flota del Cantábrico. La pesquería que más se ha resentido ha sido la del bocarte, seguida de cerca de otras especies como la merluza, el besugo, el mero y el verdel. En la actualidad los barcos colindreses pueden seguir adelante gracias a la costera del bonito del Norte, pero a pesar de utilizar artes de pesca tradicionales y selectivos, concretamente el bonito del Norte se pesca a caña, siguen con una política de sobreexplotación para compensar las pérdidas del bocarte.[cita requerida]
Existen en el municipio varias fábricas de industria conservera y talleres dedicados a la reparación de barcos. Incluso hay un pequeño astillero para mantenimiento, mejoras y fabricación de barcos en el puerto.
Hasta hace no muchos años existían pequeñas ganaderías sobre todo en la parte antigua del pueblo, principalmente ganado vacuno aunque también ovino, así como huertas de autoabastecimiento en todo el pueblo que hoy en día ya apenas existen.[cita requerida]
Colindres es un pueblo que posee mucho pequeño comercio, restaurantes y bares que en verano tiene un incremento notable de habitantes debido al turismo. Por esta razón, actualmente uno de los sectores más pujantes es la construcción y el negocio inmobiliario. En la antigüedad en Colindres también se producía chacolí de baja calidad y hoy se conservan sitios cuyo nombre lo confirma, como el "callejón de las parras", "la viñuca", etc.[cita requerida]
Sin embargo, la plaga de filoxera que asoló Europa, acabó con esta producción. Además hay documentos en archivos históricos donde se mencionan la compra y venta, así como litigios a cuenta de viñedos emparrados.[cita requerida]
| Sectores          | Colindres | Cantabria |
| ----------------- | --------- | --------- |
| Sector primario   | 7,5       | 6,0       |
| Construcción      | 15,9      | 13,5      |
| Industria         | 31,1      | 18,9      |
| Sector terciario  | 45,4      | 61,6      |
| Tasa de actividad | 60,8      | 52,5      |
| Tasa de paro      | 11,4      | 14,2      |

Posteriormente la población se dedicaba a la recolecta de castañas para exportar pero nuevamente una plaga, acabó con casi la totalidad de los castaños del pueblo y actualmente se puede observar que incluso en las escasas y pequeñas partes de bosque autóctono del pueblo, que apenas hay castaños.[cita requerida]
Más tarde hubo plantaciones de frutales como manzanos para obtener sidra, frutos secos, etc. También había zonas de producción de roble, nogal, encina, etc. Actualmente están prácticamente desaparecidos debido al abuso de la tala y a la creación de prados para pasto de ganado principalmente vacuno, aunque también ovino y caprino.[cita requerida]
Así mismo, se cultivaron y exportaron cítricos naranjas y limones principalmente para repostería, siendo estos de gran calidad pero un año de intensas heladas acabó con la práctica totalidad de los árboles cítricos (1833).[cita requerida]
En la actualidad la mayor parte de la pequeña superficie boscosa de Colindres está formada por eucalipto para las empresas madereras.

## Demografía
Colindres cuenta con una población de 8536 habitantes (INE 2024).
| Gráfica de evolución demográfica de Colindres entre 1842 y 2021                                                     |
| |
| Población de derecho según los censos de población del INE Población de hecho según los censos de población del INE |

Colindres ha experimentado un gran crecimiento en la segunda mitad del siglo XX. A partir de la década de 1960 sufre un crecimiento masivo de población, a un ritmo de crecimiento del 50% cada diez años, tanto en la década de los años 60 como en la década de los años 70 (ver gráfico de evolución de la población en el siglo XX: de 2209 habitantes en 1960 a 3320 en 1970 (+ 50%) y de esta cantidad a 4885 en 1980 (+47%) ). La causa fundamental de este crecimiento poblacional masivo entre 1960 y 1980 (la población de 1980 es el 220% de la existente en 1960) se encuentra en el impulso del sector secundario, con la creación de dos grandes factorías (FEMSA y Magefesa, respectivamente) en los límites urbanos (al Este y al Sur). Ambas empresas llegaron a necesitar más de 2000 trabajadores hasta los años 80, la mayoría de los cuales emigraron a Colindres desde valles y localidades cercanas. En las décadas de 1980 y 1990 la población del municipio aún mantuvo un alto ritmo de crecimiento (en torno al 20 % cada 10 años), aunque menor que en las dos décadas precedentes. El subsiguiente crecimiento poblacional, a medida que el número de empleos en las grandes factorías del entorno se reducían, con un 16 % de población menor de 15 años y una edad media de sus residentes de 37 años, se debe a la pujanza económica del sector secundario, a las industrias conserveras, y los servicios, de forma que, sólo en la última década, su población ha notado un incremento del 24,8 %.

### Colindres de Arriba

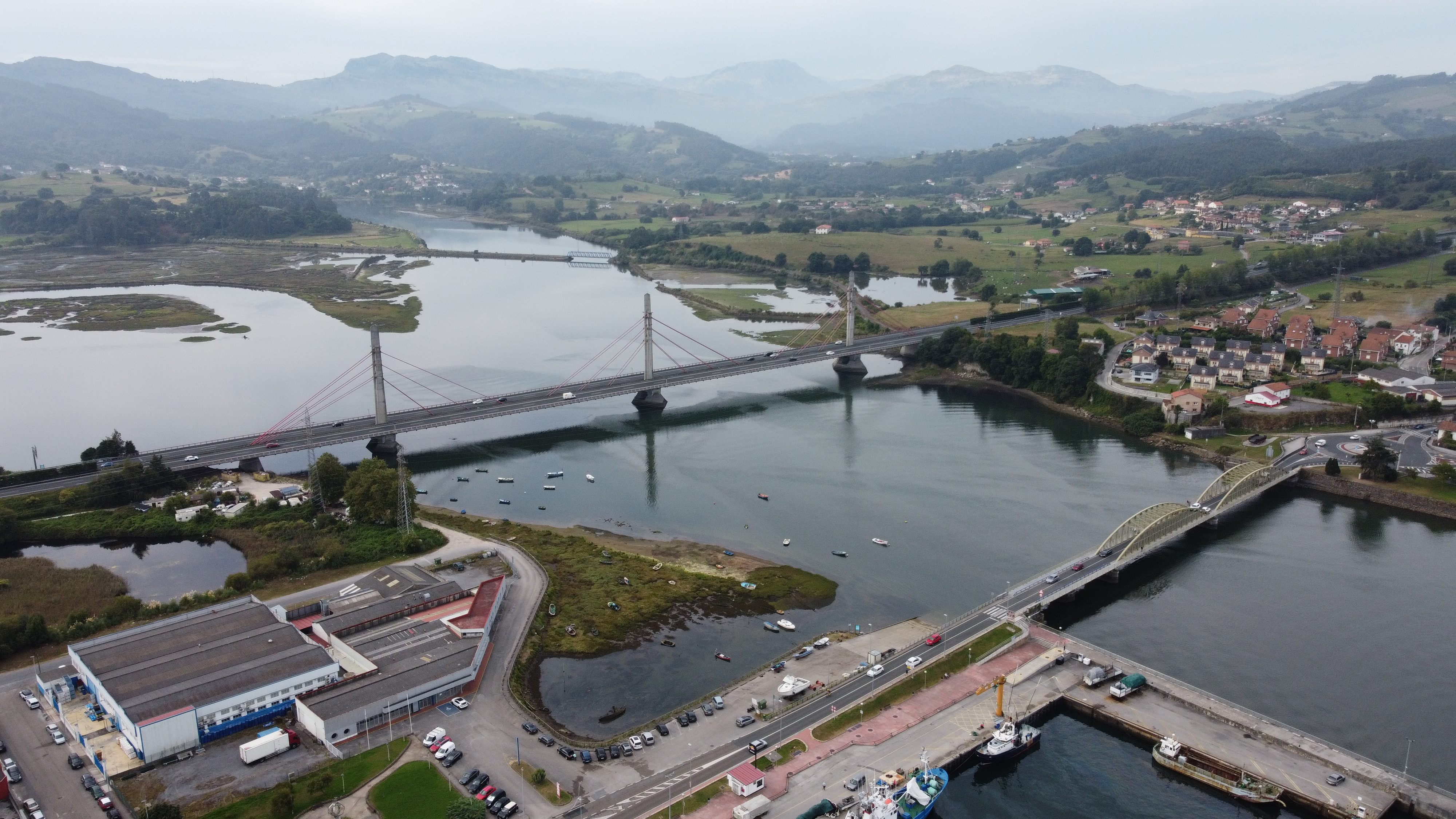
El puente nuevo de Colindres forma parte de la autovía del Cantábrico (A-8)

La parte antigua o Colindres de Arriba comprende los barrios de San Roque, Santibáñez, Edino, Peralada, Rocillo, Santolaja, Puerta y Cortinas, aunque también podríamos incluir el antiguo barrio conocido como Viar. 
El barrio de Viar, según la descripción que da Madoz en su enciclopedia, es un collado de unos 100 pies de alto, es la loma con una ladera en pared de piedra hoy conocida como "Gurugú" y actualmente tiene ese nombre porque uno de los habitantes de la casona que hay en su cumbre fue un militar importante que luchó en la guerra de Marruecos, entre otras batallas en la del monte Gurugú. Se dice que en este barrio estaba la Torre del Condestable (familia Velasco) y por referencias de la población anciana, la construcción anexa a esta casona o la misma casona, se había construido aprovechando restos de la citada torre (restos de paredes).[cita requerida]
Por este motivo, el barrio inmediatamente inferior se conoce popularmente también como barrio de "la Torre" en vez de Cortinas. En el barrio de Viar hubo en la antigüedad una mina de hierro de la que aún puede observarse la entrada. También en la parte baja de la ladera norte, existe una cueva artificial conocida como "el refugio" que fue usada como tal durante la Guerra Civil.
En Colindres de arriba o parte antigua, se conservan casas solariegas blasonadas muchas de ellas restauradas (algunas con bastante poco criterio a la hora de respetar su estructura o materiales originales) y otras se encuentran en ruinas.[cita requerida]
También en esta parte se encuentra el Palacio del Infantado o del Condestable en ruinas desde una incursión de corsarios franceses en la zona en el año 1639, aunque casi toda su estructura exterior está en pie. Dicho palacio tiene entre otros el escudo de los Alvarado, linaje procedente de Secadura (localidad del municipio de Voto) también en Cantabria.[cita requerida]

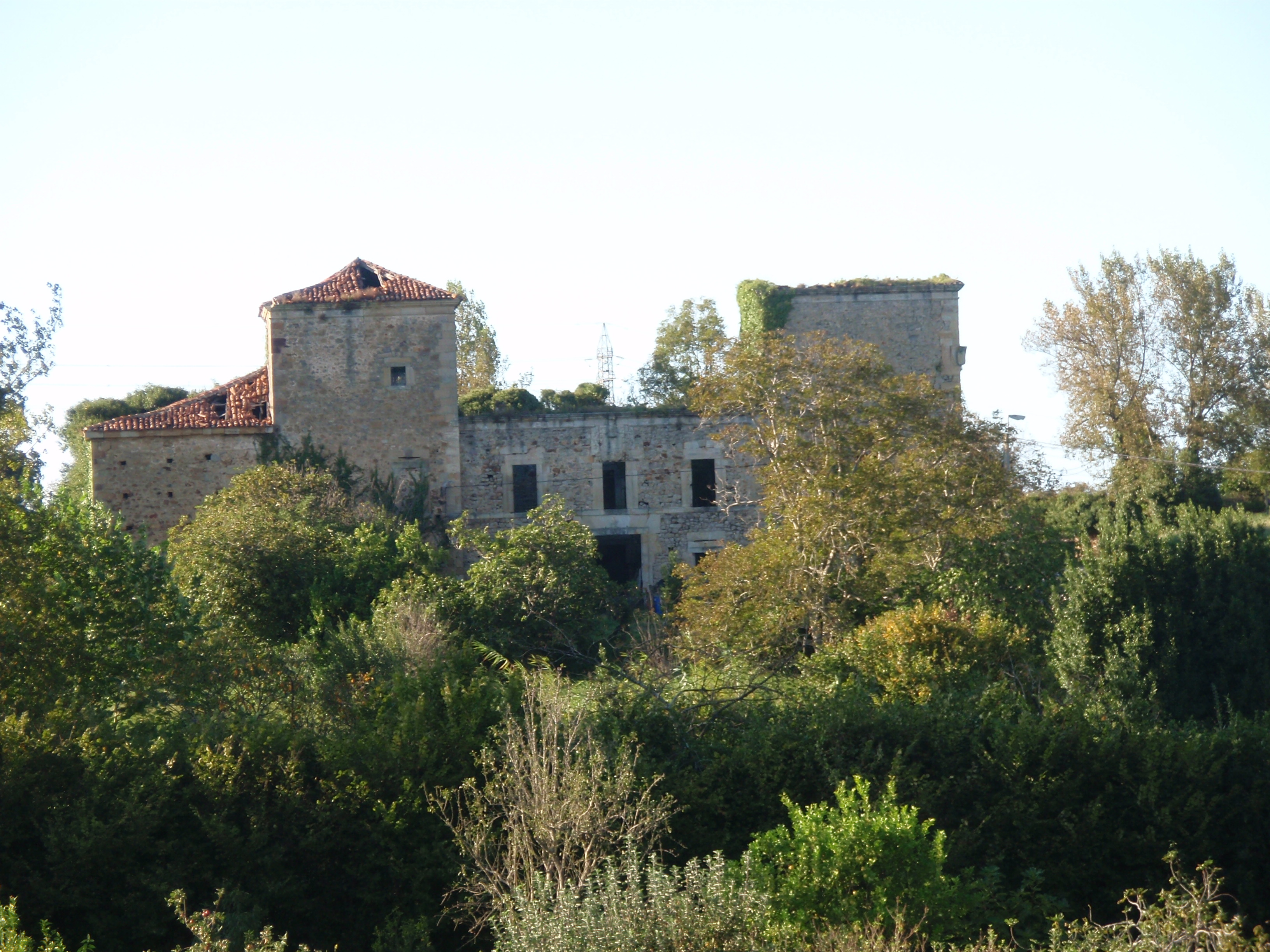
Palacio del Condestable

Las casas solariegas que se pueden encontrar son principalmente la casa de los Agüero, casa Gil de la Redonda, Casa del Mazo, Casa de los Cachupines o de Villota, Casa de Valle o de los del Hoyo, casa de los Bolibar, casa Serna (en ruinas), casa de los Morí y casa de la familia Puerta.
Así mismo, se puede visitar la iglesia de San Juan construida en el siglo XVI sobre el antiguo monasterio de San Juan y San Jorge. Iglesia que fue reparada el 1580 y que consta de una sola nave ábside poligonal. En la cubierta de crucería se encuentra un retablo romanista del primer tercio del siglo XVII, con esculturas y relieves en sus tres pisos y cinco calles. Además, hay otros dos retablos de la época y cuatro capillas a los lados de la nave, pertenecientes a otras tantas familias ilustres como son los Alvarado, Castillo, Puerta y Mori. Los miembros de estos mayorazgos tenían derecho a ser enterrados en dichas capillas y era tan importante para ellos que llegaban a hipotecar sus propiedades para su construcción y mejora.[cita requerida]

Antiguamente en esta misma iglesia existían unos baúles llenos de legajos. Parte de ellos fueron destruidos durante la Guerra Civil junto a otros documentos de la parroquia.[cita requerida]
En la antigüedad existían un convento y varias ermitas en Colindres. El convento de la Merced del que hoy queda solo el nombre del camino que conducía a él, las ermitas de la Magdalena, San Ginés, Nuestra Señora de la Estrella, San Antonio, San Felipe y San Cayetano desaparecidas todas hoy día y la de S. Roque que hoy sigue en pie después de ser reconstruida en su lugar original tras sufrir un incendio.

### Colindres de Abajo

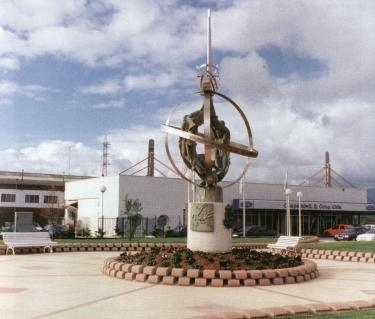
Monumento en la plaza del Quinto Centenario

La parte más moderna, Colindres de Abajo, en la antigüedad era una zona de arenales y marisma e incluso en algunas zonas tenía calado para la navegación de pequeñas embarcaciones. 
Esta parte del pueblo se ha ido rellenando de forma natural con los aportes sedimentarios del río Asón y también se ha ido ganando terreno a las aguas rellenando y desecando las marismas. Se pueden ver fotos antiguas en las que los pequeños barcos de pesca de la época amarraban a más de cien metros del actual puerto en lo que hoy es tierra adentro. Destaca la casa solariega de los Capitanes.
En la parte nueva o "de abajo" se pueden encontrar buenos ejemplos de casas construidas por indianos a su vuelta de las Américas, algunas de ellas restauradas y otras en ruinas o estado de abandono o ya desaparecidas y derribadas. 
También podemos contemplar el ayuntamiento de la villa reformado completamente durante los años 2004-2005 y el templete de la antigua banda municipal de música enfrente del ayuntamiento también reformado hace poco en el que se puede ver la historia del Quijote relatada en viñetas pintadas sobre azulejos que lo circundan.
De la antigua arquitectura popular en esta parte del municipio apenas quedan ya ejemplos debido a la presión urbanística y a que Colindres es uno de los municipios más pequeños en extensión de Cantabria. Por esta razón, el espectacular crecimiento de Colindres en las últimas décadas ha provocado el derribo de edificaciones antiguas para obtener solares de construcción.[cita requerida]
A lo largo de toda la parte nueva se han elevado monumentos nuevos: a fray Pablo de Colindres frente a la iglesia del Carmen construida en ladrillo en 1964 en el mismo lugar donde estaba la ermita de la Magdalena. El Monumento al Pescador y la plaza del Quinto Centenario cerca del puerto moderno. Desde el puerto de Colindres se puede caminar por el paseo marítimo hacia el término municipal de Laredo llegando al parque de riego. 

#### Puente de Treto

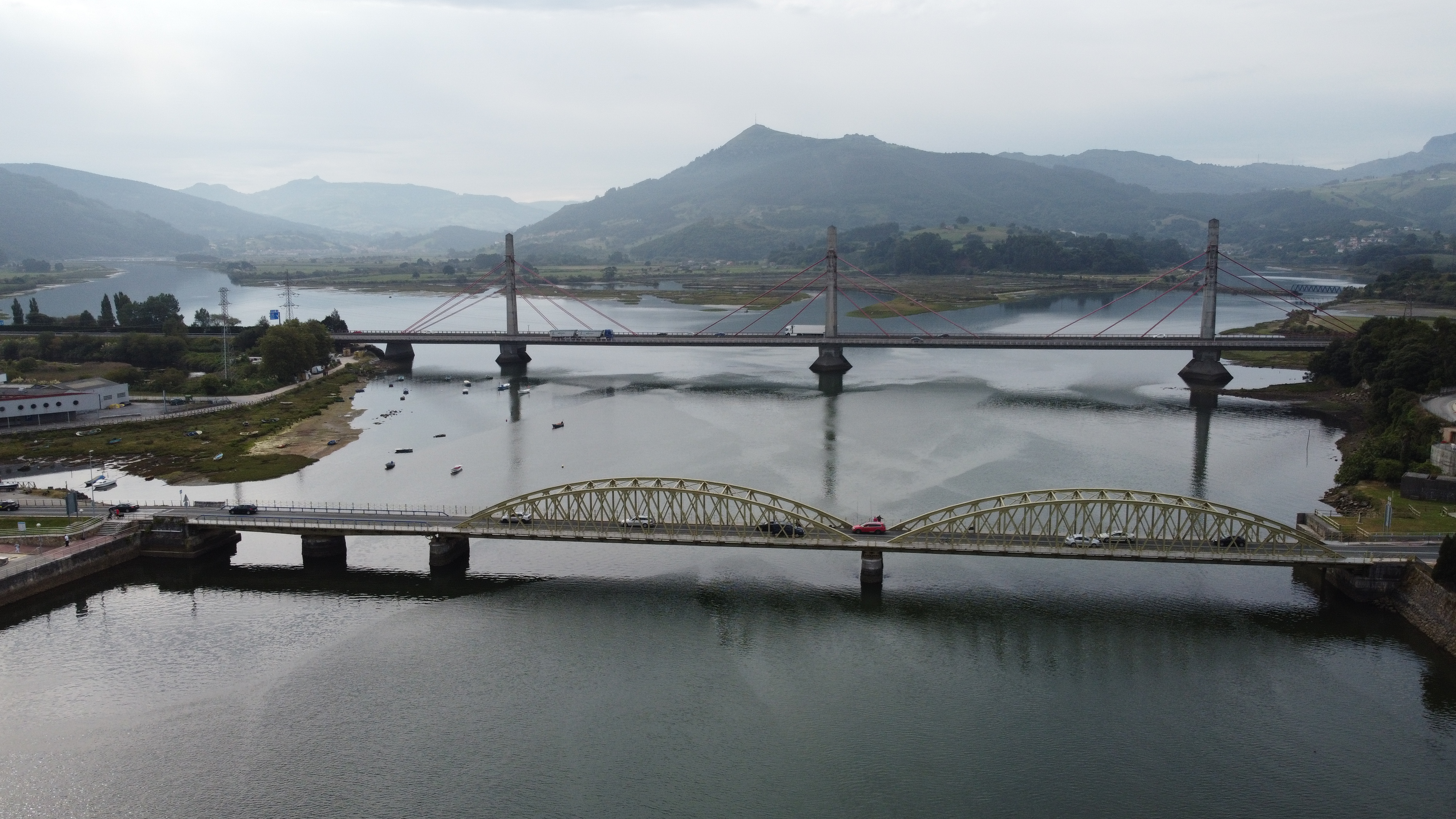
El puente de Treto une la localidad de Adal y Treto (Bárcena de Cicero) con Colindres. Desde hace un tiempo el puente ha quedado relegado a un segundo lugar, por la presencia del puente nuevo ubicado algo más al sur

Sobre la ría de Limpias se encuentra el puente de hierro giratorio, denominado Puente de Treto que une la localidad de Adal-Treto (pertenecientes al municipio de Bárcena de Cicero) con Colindres. Por el puente transcurre la carretera N-634. El puente de Treto fue diseñado por el ingeniero cántabro Eduardo Miera y construido entre los años 1897 y 1905 por la empresa Fábrica de Mieres, inspirándose en soluciones constructivas popularizadas por Gustave Eiffel.
Destaca la armonía que dibujan sus celosías metálicas y la peculiaridad de su extenso tramo giratorio que se pretende recuperar, dentro del proyecto integral de rehabilitación. Su movilidad se lograba gracias a una llave que hacía de manivela. Este trabajo lo realizaban los camineros en menos de cinco minutos para permitir el paso de barcos que se adentraban en la ría en dirección al puerto de Limpias. Su estructura metálica, de 172 metros de longitud, contó con más de 543 toneladas de hierro forjado, fundido y laminado, acero, plomo y bronce. El hierro provino de la ciudad belga de Amberes, los tramos parabólicos se montaron en Mieres (Principado de Asturias), y el tramo giratorio se montó en Lieja (Bélgica). [cita requerida]
Desde hace un tiempo el puente ha quedado relegado a un segundo lugar por la presencia del puente nuevo, ubicado un poco más al sur, que forma parte de la autovía del Cantábrico (A-8). En 2007 se presentó el proyecto de restauración del puente de Treto, que supondrá una inversión de 3,1 millones de euros. El proyecto, ya concluido por parte de los técnicos de la Demarcación de Carreteras del Estado en Cantabria y remitido al Ministerio de Fomento, se encuentra en fase de ejecución desde finales de 2015, previéndose una duración aproximada de un año, durante el cual el puente queda cerrado al tráfico rodado.[cita requerida]

## Administración y política
| Partido político                         | 2023  | 2023  | 2023       | 2019  | 2019  | 2019       | 2015  | 2015  | 2015       | 2011  | 2011  | 2011       | 2007  | 2007  | 2007       |
| Partido político                         | Votos | %     | Concejales | Votos | %     | Concejales | Votos | %     | Concejales | Votos | %     | Concejales | Votos | %     | Concejales |
| Partido Socialista Obrero Español (PSOE) | 3161  | 67,44 | 10         | 3189  | 67,23 | 10         | 2634  | 56,72 | 8          | 2287  | 49,58 | 7          | 2656  | 58,50 | 8          |
| Partido Popular (PP)                     | 836   | 17,83 | 2          | 754   | 15,89 | 2          | 1093  | 23,54 | 3          | 1523  | 33,02 | 4          | 1335  | 29,41 | 4          |
| Partido Regionalista de Cantabria (PRC)  | 403   | 8,59  | 1          | 627   | 13,21 | 1          | 832   | 17,92 | 2          | 708   | 15,35 | 2          | 425   | 9,36  | 1          |

## Cultura

### Patrimonio
Los tres elementos del patrimonio municipal más destacados, incluidos entre los Bienes inventariados de Cantabria, son:
- Iglesia de San Juan
- Torre o palacio del Condestable.
- Casa de cultura, ejemplo de arquitectura secesionista española.

### Gastronomía
Colindres está estrechamente vinculado al mar, en consecuencia las empresas dedicadas a las conservas de pescado son las más notorias del municipio. Colindres ha destacado por su bonito y sus respigos. También cabe destacar la existencia de un amplio abanico de frutas, como por ejemplo las uvas, de las que antiguamente, existía una cierta producción para elaborar chacolí, o los cítricos (naranja y limón), especialmente en la antigüedad la naranja, que se exportaba al reino de Inglaterra y Flandes, de la que en la actualidad quedan pequeñas producciones familiares de auto-abastecimiento.[cita requerida]

### Deporte

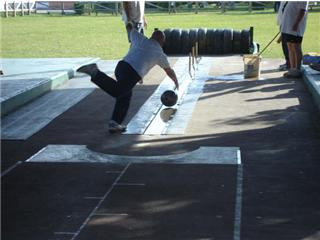
Jugador de pasabolo tablón en la bolera de Colindres

- Hay tres colegios en Colindres (Fray Pablo de Colindres, Pedro del Hoyo y Los Puentes) y dos centros de párvulos, así como una guardería, además de un instituto (Valentín Turienzo).
- Así mismo, también hay tres polideportivos cubiertos, unas pistas de atletismo, un campo de fútbol, un frontón cubierto, una escuela municipal de kárate, un gimnasio municipal completamente equipado, una escuela de remo, una bolera de pasabolo tablón, una bolera de bolo palma y diversas pistas deportivas en todo el pueblo.
- Un centro de salud completamente equipado.
- Piscinas al aire libre
- Un conservatorio de música.
- Una casa de la cultura con biblioteca, salón de actos de usos múltiples y ludoteca. Así como un escenario exterior en el parque de la misma.
- El pueblo tiene además varias zonas verdes y parques infantiles dada la juventud de sus habitantes.
- Piscina cubierta, con instalaciones totalmente acondicionadas,incluye gimnasio municipal
- Recientemente inaugurado un parque canino

### Fiestas

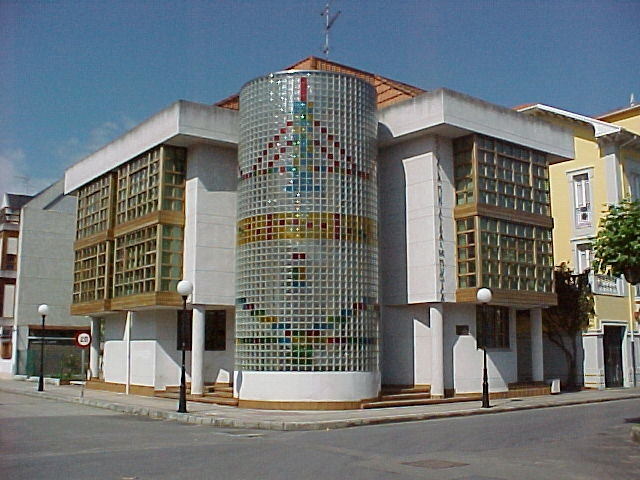
Casa de la música

En el año 1999 el Ayuntamiento de Colindres creó la escuela municipal de folclore de Colindres con el objetivo de dar a conocer la cultura de Cantabria en el campo de la música, la danza y la indumentaria, impartiendo clases de bailes regionales, pandereta, gaita, requinto y tambor, y realizando además intercambios con escuelas similares de otras comunidades autónomas españolas.
En 2003 se formó un grupo infantil de danzantes para participar en la danza de "palos y varas", unos bailes tradicionales de Colindres que desaparecieron hace 40 años.
Dentro de la escuela se realizan también talleres de trajes regionales destinados a confeccionar la indumentaria de los danzantes, los de romería y los tradicionales de las distintas comarcas de Cantabria.
Las principales fiestas del municipio son las siguientes:
- 24 de junio, fiesta patronal de San Juan.
- 16 de julio, el Carmen, Patrona de los Marineros.
- 25 de julio, Santiago.
- 16 de agosto, San Roque, romería campestre.
- 25 de agosto, San Ginés, Patrono de la cofradía de pescadores de Colindres.

- Destaca también el festival de folk cántabro, organizado por la asociación cultural "SAUGA" con intervención también de artistas de otras regiones españolas y artistas internacionales, que se celebra aproximadamente la segunda quincena del mes de agosto desde 1995. En el año 2007 acudieron al festival 8.000 personas y tuvo como protagonista al gaitero asturiano Hevia.[9]

## Personas destacadas

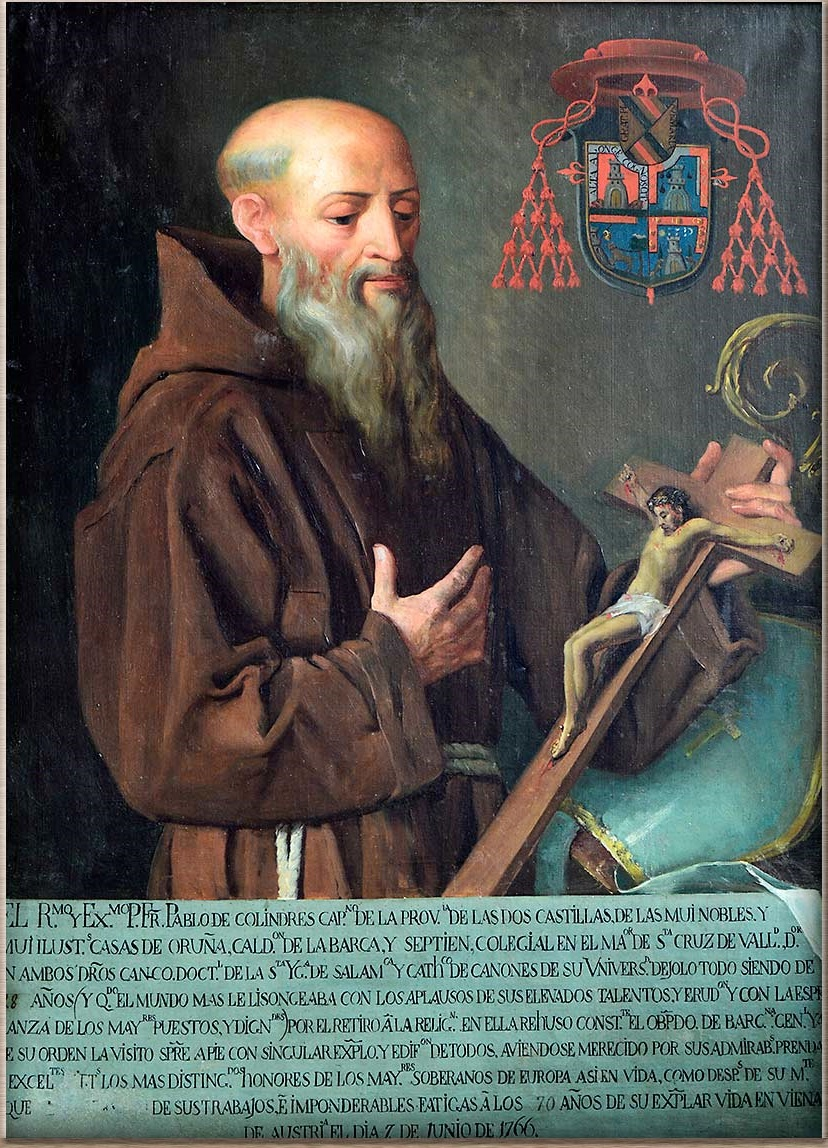
Fray Pablo de Colindres

## Ciudades hermanadas
- Le Haillan  Francia